# Arterias metatarsianas dorsales
Las arterias metatarsianas dorsales, interóseas dorsales del pie o metatarsales dorsales son arterias que se originan en la arteria interósea del primer espacio (rama de la arteria pedia) y las interóseas del segundo, tercero y cuarto espacios (ramas de la arteria dorsal del metatarso).

## Ramas
Se bifurcan en la raíz de los dedos en dos ramas divergentes:
- Rama colateral dorsal externa de los dedos.
- Rama colateral dorsal interna de los dedos.

## Distribución
Se distribuyen hacia el dorso del pie y los dedos.